# 王小京
王小京（1953年6月—2024年3月4日），北京人，中国人民解放军少将。

## 生平
王小京毕业于华中科技大学电气工程专业。1972年4月加入中国共产党，1969年9月参加工作。1971年1月入伍，曾在第66军第198师第593团服役，1986年10月起，历任二十七集团军七十九师副参谋长、二三六团团长，师参谋长、副师长、师长。1998年10月起，历任二十七集团军参谋长、副军长，天津警备区司令员。2010年1月，任北京军区装备部部长。